# Phan Phiphop Lila-brug
De Phan Phiphop Lila-brug (Thai: สะพานผ่านพิภพลีลา; Thai voor "Konings passeer brug") is een brug die de Khong Khu Mueang Deom in het district Phra Nakhon, Bangkok. De brug is onderdeel van de Thanon Ratchadamnoen Nai.
De bouw van de Phan Phiphop Lila-brug startte in 1902 gebouwd in opdracht van Rama V. De brug moest het oude deel met het nieuwe deel van de Thanon Ratchadamnoen Nai verbinden. De Phan Phiphop Lila-brug werd geopend op 15 november 1906 door koning Rama V en kreeg ook op die datum zijn naam.
De brug was eerst versierd met smeedijzer, maar werd na de bouw van de Phra Pinklao-brug in 1973 herversierd.
De Phan Phiphop Lila-brug heeft een zusterbrug, namelijk de Phan Fa Lilat-brug.